# Ferdinand Otto von Westerholt
Ferdinand Otto von Westerholt (* 7. November 1682; † 10. Dezember 1741 im Schloss Westerholt) war kurkölnischer Kämmerer und Geheimrat.

## Leben

### Herkunft und Familie
Ferdinand Otto von Westerholt wuchs als Sohn des Bernhard Heinrich Burckhardt von Westerholt zu Westerholt und Alst und seiner Gemahlin Henrika Johanna Christine Mechtilde von Aschebrock zu Malenburg zusammen mit seinen Brüdern Johann Matthias und Johann Friedrich Burchard und seiner Zwillingsschwester Anna Maria Margaretha (Patenkind des Fürstbischofs) in der uralten westfälischen Adelsfamilie von Westerholt auf.
Am 20. Februar 1714 heiratete er in Sythen mit päpstlichem Dispens Maria Agnes von Ketteler zu Sythen. Sie war die Tochter des Wilhelm Bernhard und Elisabeth von Gysenburg zu Gysenburg und Witwe des Wilhelm Goswin Anton von Galen zu Assen.

### Werdegang und Wirken
Im Jahre 1703 unternahm Ferdinand Otto zusammen mit seinem Bruder Johann Matthias eine Länderreise nach Prag. Am 31. Dezember 1719 erhielt er die Ernennung zum kurkölnischen Kämmerer. Ab dem 22. März 1724 war er als wirklicher geheimer Rat tätig. Ferdinand Otto wurde zur Münsterischen Ritterschaft aufgeschworen. Mit seinem Bruder Johann Friedrich Burchard errichtete er am 22. Februar 1726 einen Familienfideikommiss und Majorat über sämtliche Güter, die an den ältesten Sohn oder an die älteste Tochter fallen. Die Vereinbarung enthielt auch die Bestimmung des künftigen Familiennamens „von und zu Westerholt-Gysenberg“ sowie des Familiensitzes „Westerholt“. Nach seinem Tod trat sein Sohn Josef Clemens (1720–1766) seine Nachfolge an und übernahm die Güter.

## Auszeichnungen
Mai 1728: Großkreuzherr des St.-Michaels-Ordens.